# Wilkesia

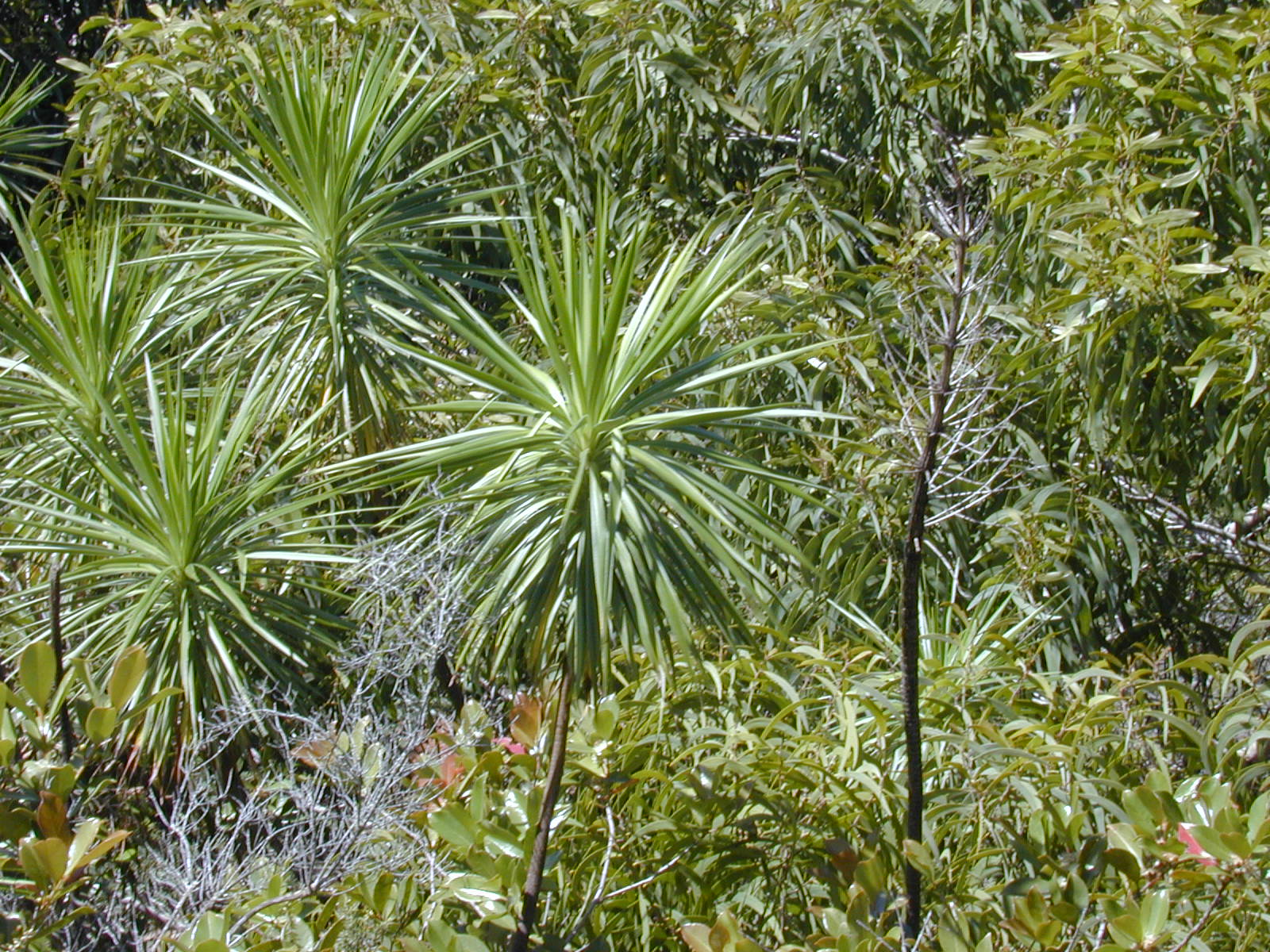
Wilkesia gymnoxiphium

Wilkesia – rodzaj roślin z rodziny astrowatych (Compositae Gis.). Obejmuje dwa gatunki będące endemitami hawajskiej wyspy Kauaʻi. Wilkesia hobdyi jest gatunkiem krytycznie zagrożonym według Czerwonej księgi gatunków zagrożonych IUCN.

## Morfologia
RokrójRośliny o nierozgałęzionych lub słabo rozgałęzionych pędach, pokrytych bliznami liściowymi i bezlistnymi z wyjątkiem skupienia liści na szczycie pędu.
LiścieRównowąskolancetowate, skupione w okółkach po 7–15. Na brzegach wełnisto lub jedwabiście owłosione. U nasady pochwiasto obejmujące łodygę na długości od 1 do nieco ponad 6 cm.
KwiatySkupione w główkowatych kwiatostanach, a te w liczbie od 10 do ponad pół tysiąca w okółkowo rozgałęzionych kwiatostanach złożonych osiągających od 0,2 do 1 m wysokości i blisko 0,5 m średnicy. W każdej główce o średnicy od 0,8 do 2 cm znajduje się od 30 do ponad 200 kwiatów.
OwoceNiełupki o długości od 4,5 do 7 mm.

## Systematyka
Rodzaj Wilkesia należy do plemienia Madieae, podrodziny Asteroideae (Juss.) Chev. zgodnie z podziałem na podrodziny astrowatych (Asteraceae) opracowanym przez Panero i Funk w 2002, z późniejszymi uzupełnieniami. 
Wykaz gatunków
- Wilkesia gymnoxiphium A.Gray
- Wilkesia hobdyi H.St.John